# 裴光昭
裴光昭（越南语：／，1873年—1945年），越南報業家、政治家。

## 生平
1873年（一說1872年），裴光昭出生於檳椥省多福會。
1945年9月29日，裴光昭和家人被越盟抓獲並殺害。

## 家庭
裴光昭的妹妹裴氏蘭嫁给了南定總督陳文通，後者是外交家陳文章、陳文杜的父親，也是後來越南共和國時期政治人物陳麗春的祖父。
裴光昭的女兒亨麗埃特·裴爲越南第一位女醫生。1935年，由裴光昭包辦婚姻，亨麗埃特嫁給了父親的好友王光讓，兩人於兩年後離婚。